# Steady Brook
Steady Brook är en ort i Kanada.   Den ligger i provinsen Newfoundland och Labrador, i den östra delen av landet, 1 400 km öster om huvudstaden Ottawa. Steady Brook ligger 227 meter över havet och antalet invånare är 435.
Terrängen runt Steady Brook är kuperad. Närmaste större samhälle är Corner Brook, 10,0 km väster om Steady Brook. 
I omgivningarna runt Steady Brook växer i huvudsak blandskog. Trakten runt Steady Brook är nära nog obefolkad, med mindre än två invånare per kvadratkilometer.